# Ambrozja zachodnia
Ambrozja zachodnia (Ambrosia psilostachya DC.) – gatunek rośliny należący do rodziny astrowatych. Występuje naturalnie w Ameryce Północnej, ale rozprzestrzeniony został na różnych kontynentach. Jest zadomowiony także w Polsce. Gatunek szkodliwy w uprawach – znacząco obniża plony z powodu silnej konkurencyjności. Jego pyłek jest silnym alergenem. Powoduje spadek zróżnicowania gatunkowego w obszarach, gdzie jest inwazyjny.

## Rozmieszczenie geograficzne
Zasięg gatunku uznawany za naturalny obejmuje Amerykę Północną bez jej północnych krańców po południowy Meksyk, przy czym według niektórych źródeł pierwotnie miał ograniczać się do zachodniej części Stanów Zjednoczonych i na pozostałą część kontynentu roślina miała się rozprzestrzenić w końcu XIX wieku. Jako roślina introdukowana rośnie w Kazachstanie, na Tajwanie, w Afryce (w Algierii, Republice Południowej Afryki i na Mauritiusie), w południowej i wschodniej Australii, na Nowej Kaledonii, w Brazylii oraz na rozległych obszarach Europy – od Hiszpanii i Francji na zachodzie, Włoch, Czarnogóry i Ukrainy na południu, europejskiej części Rosji na wschodzie, po Szwecję i Wielką Brytanię na północy. 
W Polsce notowany jest od 1901 roku i lokalnie jest już całkiem zadomowiony. Znany jest głównie z dużych aglomeracji miejskich.

## Morfologia

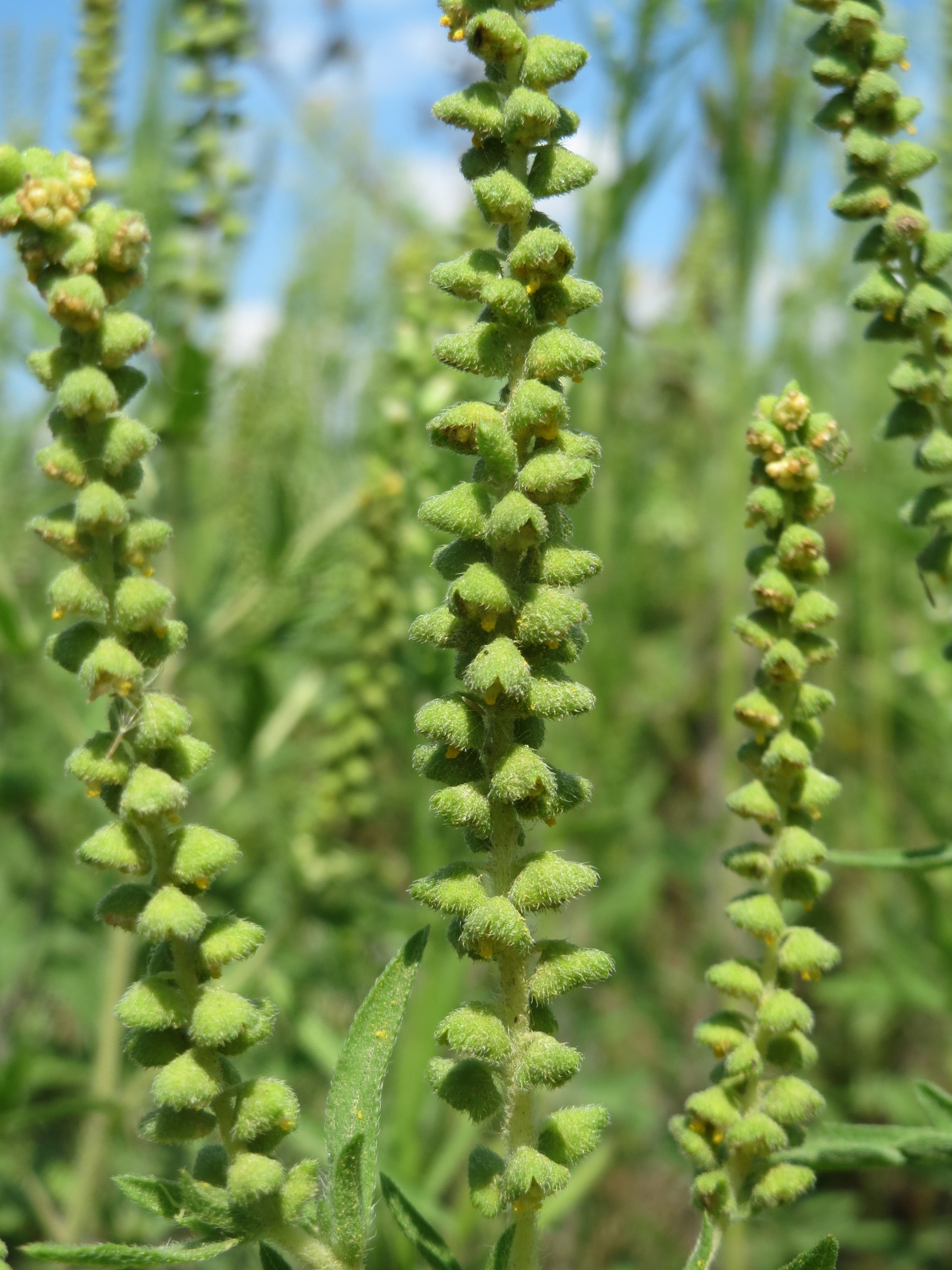
Kwiatostany męskie z owłosionymi okrywami

PokrójBylina z odroślami korzeniowymi. Osiąga zwykle do 75 cm wysokości, rzadziej ponad 1 m.
ŁodygaWzniesiona, w dole naga, w górze z włoskami przylegającymi, nierozgałeziona lub z rozgałęzieniami głównie w górnej części pędu, odgałęzienia wzniesione ku górze.
LiścieSzarawojasnozielone. W dole ogonkowe i naprzeciwległe, w górnej części pędu siedzące i skrętoległe. W zarysie blaszka liściowa jest jajowata, osiąga 2–6 (rzadko do 10) cm długości i 0,8–3,5 (rzadko do 5) cm szerokości. Blaszka jest od pierzasto ząbkowanej do pojedynczo pierzastodzielnej, po obu stronach mniej lub bardziej szorstko owłosiona i gruczołowato punktowana. Łatki liścia równowąskie do podługowato eliptycznych.
KwiatyRozdzielnopłciowe, rurkowate, zebrane w drobnych koszyczkach. Koszyczki męskie o średnicy 2–5 mm, wielokwiatowe zebrane są w szczytowych, kłosopodobnych kwiatostanach złożonych osiągających 10–20 cm długości (kwiatostany złożone na bocznych odgałęzieniach są nieco krótsze). Korony kwiatów ukryte w kubeczkowatej okrywie jasnożółte do zielonkawożółtych, pylniki białe. Okrywa jest gęsto owłosiona. Koszyczki żeńskie po 1–3 w pęczku, niepozorne, siedzą w kątach liściopodobnych podsadek w węzłach poniżej kłosopodobnych, męskich  kwiatostanów złożonych.
OwoceNiełupki jajowate, o długości 3–4 mm (razem z dzióbkiem), pozbawione szczecinek lub z kilkoma krótkimi, do 0,8 mm długości.
Gatunek podobnyAmbrozja bylicolistna (A. artemisiifolia) odróżnia się tym, że jest jednoroczna i nie tworzy odrostów, jej liście są podwójnie pierzasto-dzielne, ogonkowe (także w górnej części pędu), ciemnozielone. Łodyga w górze jest kosmato, odstająco owłosiona, a okrywy koszyczków męskich są nagie.

## Biologia i ekologia
Bylina, hemikryptofit. Pędy wyrastają w maju i kwitną od lipca do października. Roślina jest wiatropylna. W jednym koszyczku żeńskim dojrzewa tylko jeden owoc, ale na rozgałęzionych pędach może ich powstać w sumie kilkadziesiąt. Nasiona bywają rozprzestrzeniane wraz z ziarnami zbóż, w których ambrozja rośnie jako chwast. Zachowują zdolność do kiełkowania przez co najmniej 4 lata (dłużej jeśli pogrzebane są pod powierzchnią gleby).
Gatunek zasiedla głównie tereny przekształcone przez człowieka, najczęściej na podłożu gliniastym, alkalicznym, w miejscach wilgotnych. Potrafi pokryć rozległe obszary na odłogach, pastwiskach, w sadach i innych uprawach, na przydrożach i przytorzach oraz w innych miejscach ruderalnych. Mimo małej ilości wytwarzanych nasion roślina w krótkim czasie potrafi pokryć dużą powierzchnię rozrastając się z odrośli korzeniowych – w ciągu jednego sezonu pojedyncza roślina może pokryć 2 m².
Na amerykańskich preriach nasiona ambrozji zachodniej są ważnym źródłem pożywienia dla przepióra wirginijskiego (Colinus virginianus), a sama roślina jest chętnie spożywana przez mulaki.
Liczba chromosomów 2n = 72.

## Mieszaniec
Gatunek tworzy mieszańca z ambrozją bylicolistną (A. artemisiifolia) o nazwie A. ×intergradiens W. H. Wagner. Stwierdzony został w Ameryce Północnej, gdzie rozrastał się wegetatywnie. Nie wiadomo, czy tworzy płodne nasiona.

## Znaczenie użytkowe
Roślina szkodliwa w uprawach – znacząco obniża plony z powodu silnej konkurencyjności. Powoduje usychanie roślin uprawianych. Oddziaływanie może mieć charakter allelopatyczny – roślina wytwarza seskwiterpeny. Jej pyłek jest silnym alergenem wywołującym u ludzi katar sienny. Roślina powoduje także spadek zróżnicowania gatunkowego w obszarach, gdzie jest inwazyjna. 

## Zwalczanie
Zwalczanie mechaniczne jest mało skuteczne, ponieważ roślina łatwo odrasta z kłączy. Orka może wręcz ułatwiać rozprzestrzenianie się tego gatunku. W Ameryce Północnej stosowano z powodzeniem opryski 2,4-D. W celu zwalczania biologicznego ambrozji do różnych krajów europejskich i azjatyckich introdukowano północnoamerykańskiego chrząszcza Zygogramma suturalis, co przyniosło jednak ograniczone skutki pożądane.